# I Want to Break Free
„I Want To Break Free“ (в превод на български: „Аз искам да се освободя“) е легендарна песен на Куийн от 1984 г. и е издадена като втори сингъл от единадесетия албум — The Works. Автор на песента е Джон Дийкън. Песента е до голяма степен популярна заради оригиналния си видеоклип, в който участват всички музиканти от групата облечени в женски дрехи. Клипът е пародия на популярната британска сапунена опера „Coronation Street“ 
Излиза като сингъл с песента Machines (в превод „Машини“) от страна „Б“ на плочата.
Песента става химн на Африканския национален конгрес борещ се срещу апартейда.